# Auhausen
Auhausen – miejscowość i gmina w Niemczech, w kraju związkowym Bawaria, w rejencji Szwabia, w regionie Augsburg, w powiecie Donau-Ries, wchodzi w skład wspólnoty administracyjnej Oettingen in Bayern. Leży około 33 km na północny zachód od Donauwörth, nad rzeką Wörnitz, przy linii kolejowej Nördlingen - Gunzenhausen.

## Dzielnice
W skład gminy wchodzą następujące dzielnice:
Auhausen, Dornstadt, Lochenbach.

## Demografia
| Rok  | Liczba mieszk. |
| ---- | -------------- |
| 1970 | 1 012          |
| 1987 | 992            |
| 2000 | 1 113          |

## Polityka
Wójtem gminy jest Wilhelm Dorner, rada gminy składa się z 12 osób.
|      | Einigkeit und Frieden Dornstadt | FWG/UL | Razem |
| 2008 | 5                               | 7      | 12    |
| 2002 | 4                               | 8      | 12    |

## Oświata
W gminie znajduje się przedszkole (50 miejsc).